# District de Nanded
Le district de Nanded  (en Marathi:  नांदेड जिल्हा   ) est un district de la Division d'Aurangabad du Maharashtra.

## Description
Son chef-lieu est la ville de Nanded. 
Au recensement de 2011, sa population était de 3 361 292 habitants.

## Lieu de culte du Sickisme

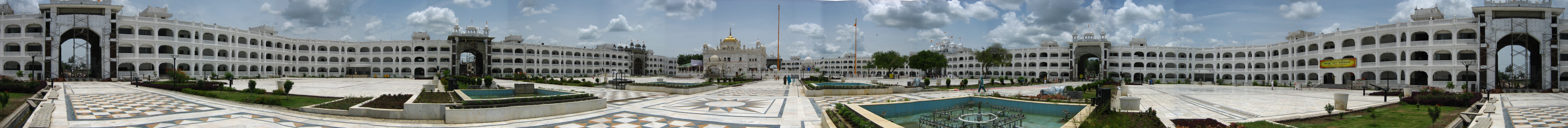
Le Gurudwara Shri Hazoor Sahib à Nanded.

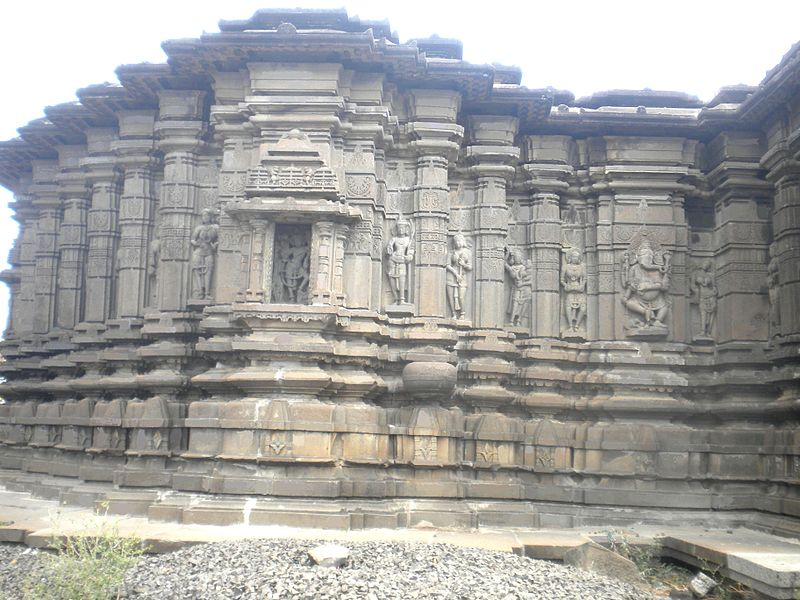
Le Temple de Sidhheshwar près de Hottal, district de Nanded.